# Gloster Goral
Gloster Goral là một loại máy bay đa dụng hai tầng cánh, một động cơ của Anh vào cuối thập niên 1920.

## Tính năng kỹ chiến thuật
Dữ liệu lấy từ James 1971, tr. 139
Đặc điểm tổng quát
- Kíp lái: 2
- Chiều dài: 31 ft 6 in (9.4 m)
- Sải cánh: 46 ft 7 in (14.19 m)
- Chiều cao: 11 ft 4 in (3.3 m)
- Diện tích cánh: 494 ft2 (45.89 m2)
- Trọng lượng rỗng: 2.796 lb (1.268 kg)
- Trọng lượng có tải: 4.441 lb (2.014 kg)
- Động cơ: 1 × Bristol Jupiter VIA, 425 hp (315 kW)

Hiệu suất bay
- Vận tốc cực đại: trên độ cao 5.000 ft (1.524 m) 136 mph (218 km/h)
- Tầm bay: 750 dặm (1.207 km)
- Thời gian bay: trên độ cao 10.000 ft (3.050 m) 6 giờ
- Trần bay: 21.500 ft (6.552 m)
- Vận tốc lên cao: trên độ cao 15.000 ft (4.570 m) 923 ft/min (4,7 m/s)

Vũ khí trang bị
- 1× súng máy Vickers.303 in (7,7 mm)
- 1× súng máy Lewis.303 in (7,7 mm)
- 2× quả bom 230 lb (104 kg), 4× quả bom 112 lb (50 kg) hoặc 16× quả bom 20 lb (9 kg)